# Heimkampagne
Als Heimkampagne bezeichnet man Vorstöße von Teilgruppen der Außerparlamentarischen Opposition (APO) ab 1965, autoritäre und unterdrückerische Zustände in der damaligen Fürsorgeerziehung der Bundesrepublik Deutschland bekannt zu machen und zu überwinden. Die Kampagne war Teil einer Randgruppenstrategie, die bei sozial stark Benachteiligten ein sozialrevolutionäres Bewusstsein bewirken sollte. Obwohl dieses Ziel weitgehend verfehlt wurde, brachte die Kampagne eine öffentliche Debatte und allmähliche Reformen in der westdeutschen Fürsorgeerziehung in Gang.

## Vorgeschichte
Als eine der ersten Medienvertreter beschrieb die Journalistin Ulrike Meinhof die Situation von Kindern und Jugendlichen in westdeutschen Fürsorgeheimen in Artikeln und Radiosendungen: „Ausgestoßen oder aufgehoben? Heimkinder in der Bundesrepublik“ (Hessischer Rundfunk, 9. Dezember 1965); „Flucht aus dem Mädchenheim“; „Heimkinder in der Bundesrepublik“ (konkret, 1966); „Das Kind in der Gesellschaft. ‚Schlußlicht Hilfsschule‘“ (Südwestfunk 1967). Sie forderte ein gesetzliches Verbot jeder Art von Gewalt gegen Kinder und deren selbstbestimmtes Lernen, ähnlich wie die Antiautoritäre Erziehung. Dabei stützte sie sich auch auf Forschung des Pädagogen Gottfried Sedlaczek. Ihre kritischen Artikel blieben jedoch zunächst folgenlos.

## Verlauf
Schwerpunkte der Kampagne lagen im Raum Frankfurt am Main und in West-Berlin. In der Nacht vom 7. auf den 8. Mai 1969 rebellierten Jugendliche im Landesfürsorgeheim Glückstadt, darunter Peter-Jürgen Boock.
Am 28. Juni 1969 kam es zur sogenannten „Staffelberg-Kampagne“. Frankfurter Lehrlinge und SDS-Studenten besuchten 1969 das Fürsorgeerziehungsheim Staffelberg in Biedenkopf, kritisierten dessen strenge Heimregeln und beengte Unterbringungen und unterstützten die Jugendlichen bei Ausbruchsversuchen, Wohnungs- und Arbeitssuche. Unter Beihilfe von Studenten flohen rund 30 Jugendliche aus diesem Heim nach Frankfurt. In neuen damaligen Kommunen und Wohngemeinschaften fanden sie Unterschlupf. Nachdem das Büro des Frankfurter Jugendamtsleiters besetzt worden war, konnte Wohnraum für ehemalige Heimkinder beschafft werden. In vier Wohnungen wurden Wohnkollektive gegründet. Nach deren Vorbild sind die noch heute üblichen „betreuten Jugendwohngemeinschaften“ entstanden.
Der damalige Frankfurter Pädagogik-Professor Klaus Mollenhauer und Studenten seiner Fakultät schlossen sich der Kampagne an. Auch die späteren Mitglieder der terroristischen Rote Armee Fraktion (RAF) Andreas Baader, Gudrun Ensslin, Astrid Proll und ihr Bruder Thorwald Proll waren in der Staffelberg-Kampagne aktiv.
Ulrike Meinhof recherchierte im Sommer 1969 zum Jugendheim Fuldatal in Guxhagen. Dabei lernte sie Vertreter der Staffelbergkampagne wie Baader und Ensslin kennen. Sie selbst forschte seit Herbst 1968 vor allem zu den Zuständen in Westberliner Mädchenheimen, darunter dem Eichenhof in Tegel. Meinhof erfuhr von Übergriffen der Heimleitung auf dort untergebrachte Mädchen und erreichte durch eine Bürgschaft, dass die Heiminsassin Irene Goergens entlassen wurde. Aus diesen Erfahrungen entstand Meinhofs Drehbuch für den Fernsehfilm Bambule. Dieser sollte am 24. Mai 1970 gesendet werden, wurde aber wegen der Polizeifahndung nach Meinhof seit ihrer Teilnahme an der Baader-Befreiung (14. Mai 1970) abgesetzt und erst 1994 gezeigt.
1969 entstanden als Projekt die "sozialpädagogischen sondermaßnahmen köln" (SSK), ab 1975 bekannt unter dem Namen SSK Sozialistische Selbsthilfe Köln.
Eine wichtige Forderung der Kampagne bestand später in besseren Ausbildungsmöglichkeiten. Weitere Errungenschaften dieser ersten Heimbewegung waren eine Differenzierung und Dezentralisierung von Einrichtungen, eine Reduzierung der Gruppengröße, eine gesellschaftliche Ächtung repressiver Erziehungsmaßnahmen sowie Verbesserungen in der Qualifizierung des Personals.
Die Vorstellung der beteiligten Studenten, die Heimkampagne zum Mittel des Klassenkampfes zu machen, erwiesen sich bald als illusionär. Zu groß waren die Interessengegensätze und lebensweltlichen Differenzen zwischen Studierenden und den von ihnen Aufgenommenen. Die Jugendlichen wehrten sich nach einiger Zeit gegen ständigen Diskussionszwang im Plenum und die Bevormundung durch die Studenten und wollten ihre Angelegenheiten lieber selbst in die Hand nehmen. Umgekehrt waren viele Studenten zutiefst enttäuscht über das fehlende revolutionäre Bewusstsein der Heimjugendlichen.
Dass die Heimkampagne dennoch nicht wirkungslos blieb, lag wesentlich an der enormen öffentlichen Resonanz, die die Aktionen von Beginn an fanden. Im aufgeheizten Medienklima der ausgehenden sechziger Jahre griff eine Flut von Presseberichten, Rundfunk- und Fernsehsendungen das Thema auf und setzte sich gleichfalls kritisch mit den Zuständen in den Erziehungsheimen auseinander.

## Historische Folgen
2006 belegte die Buchdokumentation Schläge im Namen des Herrn den großangelegten Missbrauch von Heimkindern in Westdeutschland zwischen 1945 und 1970. Laut dem Autor Peter Wensierski begann die Aufklärung darüber mit der „Heimkampagne“, die langfristig zur Beendigung dieser Zustände führte. Seine Dokumentation war seinerseits eine Folge dieser Kampagne und steht in ihrer Tradition.